# Peter Løvenkrands
Peter Rosenkrands Løvenkrands (* 29. Januar 1980 in Hørsholm) ist ein ehemaliger dänischer Fußballspieler und heutiger Fußballtrainer. 

## Spielerkarriere

### Vereinskarriere
Im Jahr 2000 wechselte der damals 20-jährige Offensiv-Allrounder von seiner ersten Profi-Station AB Gladsaxe zum schottischen Meister Glasgow Rangers. Nach anfänglichen Verletzungsproblemen etablierte sich der Angreifer mit dem starken linken Fuß dort schnell und erzielte in 129 Ligaspielen 37 Tore. Er wurde mit den Rangers zweimal schottischer Meister (2003, 2005), einmal schottischer Pokalsieger (2002) und zweimal schottischer Ligacupsieger (2002, 2003).
Nach sechs Jahren in Glasgow wechselte er nach Auslaufen seines Vertrags im Sommer 2006 ablösefrei in die Bundesliga zum FC Schalke 04, bei dem er einen Dreijahresvertrag bis Sommer 2009 abschloss. Das erste Bundesligator für seinen neuen Club erzielte Løvenkrands am 5. November 2006 zur zwischenzeitlichen 1:0-Führung der Schalker gegen den FC Bayern München. Sein erster „Doppelpack“, zwei Treffer in einer Partie, gelang ihm im Spitzenspiel bei Werder Bremen am 4. Februar 2007. Insgesamt schloss Løvenkrands seine erste Saison „auf Schalke“ mit sechs Saisontoren ab, obwohl ihm in der Rückrunde zwei längere Verletzungspausen mehr Einsatzzeit raubten. Dennoch konnte sich der auf der linken Außenbahn eingesetzte Stürmer sofort in seiner ersten Saison einen Stammplatz in der Mannschaft des FC Schalke 04 sichern, die am 19. Mai 2007 deutscher Vizemeister wurde. In seiner zweiten Saison 2007/08 konnte er seinen Stammplatz nicht mehr behaupten und blieb in 20 Bundesliga-Einsätzen ohne Torerfolg. In der folgenden Saison 2008/09 fand er unter dem neuen Trainer Fred Rutten keine Berücksichtigung mehr und kam nur noch zu einem einzigen Pflichtspieleinsatz. Anfang Januar 2009 wurde er aus dem Schalker Profikader gestrichen und in die zweite Mannschaft versetzt, ehe sein Kontrakt mit dem Verein am 7. Januar 2009 aufgelöst wurde.
Am 23. Januar 2009 wechselte Løvenkrands zu Newcastle United. Dort stieg er in die zweite Englische Liga ab, blieb dem Verein aber dennoch treu und schaffte den sofortigen Wiederaufstieg in die Premier League. Nach einem Jahr mit Newcastle United in der Premier League wechselte Løvenkrands im Sommer 2012 zurück in die Football League Championship und unterschrieb einen Vertrag bei Birmingham City.
In verschiedenen europäischen Vereinswettbewerben war Peter Løvenkrands bislang achtmal erfolgreich. Die UEFA erklärte ihn zum zweitbesten Spieler der Champions-League-Saison 2005/06 hinter Andrij Schewtschenko. Am 17. November 2014 beendete er nach fünf Monaten ohne Verein und anhaltenden gesundheitlichen Problemen seine aktive Karriere.

### Nationalmannschaftskarriere
Sein Länderspieldebüt für die Auswahl Dänemarks absolvierte Løvenkrands 2002 in Saudi-Arabien. Sowohl bei der Weltmeisterschaft 2002 als auch bei der Europameisterschaft 2004 gehörte er zum Aufgebot seiner Nationalmannschaft; er wurde jeweils einmal eingesetzt. Er bestritt insgesamt 22 Länderspiele für Dänemark, sein einziges Tor erzielte er dabei im November 2006 in einem Freundschaftsspiel gegen Tschechien.

## Trainerlaufbahn
Nach dem Ende seiner Spielerkarriere arbeitete Peter Løvenkrands zunächst als TV-Experte für Spiele der Bundesliga und der Premier League für britische und dänische Fernsehsender und veröffentlichte eine Smartphone-App für Filmprogramme.
Im Mai 2017 wurde auf Teilzeitbasis Trainer in der Jugendakademie seines ehemaligen Vereins Glasgow Rangers. Ein Jahr später wurde er zum Trainer der Reservemannschaft befördert. 2019 begann er beim schottischen Fußballverband die Ausbildung zur UEFA-Pro-Lizenz. Im Sommer 2020 verließ er die Rangers mit der Absicht, in Japan einen Trainerposten zu übernehmen, was sich durch Beschränkungen infolge der COVID-19-Pandemie jedoch zerschlug.
Im Sommer 2021 übernahm er den dänischen Zweitligisten Fremad Amager. Nachdem dort am Ende der Saison 2021/22 der Klassenerhalt erreicht wurde, verließ er den Verein wieder. Im Oktober 2023 verpflichtete ihn Aalborg BK als neuen Trainer der U19-Junioren sowie parallel dazu auch als Mitglied des Trainerteams bei der Profimannschaft unter Cheftrainer Oscar Hiljemark.

## Privat
Sein älterer Bruder Tommy Løvenkrands ist ebenfalls ehemaliger Fußballspieler.